# جاك سكوت (مدرب كرة سلة)
جاك سكوت (بالإنجليزية: Jack Scott)‏ هو مدرب كرة سلة أمريكي، ولد في 20 ديسمبر 1928 في أوماها في الولايات المتحدة، وتوفي في 3 ديسمبر 2014.

## وصلات خارجية
- جاك سكوت على موقعبيزبول رفرنس.كوم (الدوري الثانوي) (الإنجليزية)